# Quatuor à cordes no 4 de Tippett
Pour les articles homonymes, voir Quatuor à cordes no 4.
Le Quatuor à cordes no 4 est un quatuor à cordes du compositeur britannique Michael Tippett. Composé en 1978, il est en un seul mouvement divisé en quatre parties enchainées.

## Analyse de l'œuvre
1. Molto legato
2. Fast
3. Moderately slow
4. Finale (very fast)

Durée d'exécution : 22 minutes environ